# Nectamia
Nectamia is een geslacht van straalvinnige vissen uit de familie van kardinaalbaarzen (Apogonidae).

## Soorten
- Nectamia annularis Rüppell, 1829
- Nectamia bandanensis Bleeker, 1854
- Nectamia fusca Quoy & Gaimard, 1825
- Nectamia ignitops Fraser, 2008
- Nectamia luxuria Fraser, 2008
- Nectamia savayensis Günther, 1872
- Nectamia similis Fraser, 2008
- Nectamia viria Fraser, 2008
- Nectamia zebrinus Fraser, Randall & Lachner, 1999